# Onsøy
Onsøy est une péninsule et une ville de la municipalité de Fredrikstad , dans le comté d'Østfold, en Norvège.

## Description
Elle était une ancienne municipalité du comté d'Østfold. Son centre administratif était le village de Gressvik.
Onsøy est une paroisse très étendue de la municipalité de Fredrikstad. La paroisse a été fondée en 1838. L'Église a été construite en 1877. En 1968 une partie a été fusionnée avec la ville voisine de Fredrikstad, le restant étant incorporé en 1994. Avant la fusion la population était de 12 923 habitants. Elle comprend aussi un certain nombre d'îles dans le fjord, dont Hankø. La paroisse d'Onsøy correspond à l'ancienne municipalité, s'étend sur 121 kilomètres carrés et compte 15.804 habitants (2021).
Onsøy a un développement résidentiel important et compte plusieurs industries et commerces, notamment à Gressvik. Onsøy a également d'importantes activités agricoles et le long de la côte, il y a beaucoup de tourisme estival.